# Meelis Lindmaa
Meelis Lindmaa, né le 14 octobre 1970 à Tallinn en Estonie, est un footballeur international estonien, qui évoluait au poste de défenseur.

## Biographie

### Carrière internationale
Meelis Lindmaa compte 28 sélections avec l'équipe d'Estonie entre 1992 et 1996. 
Il est convoqué pour la première fois par le sélectionneur national Uno Piir pour un match amical contre la Slovénie le 3 juin 1992 (1-1). Il reçoit sa dernière sélection le 5 octobre 1996 contre la Biélorussie (victoire 1-0).

## Palmarès
- Avec le Flora Tallinn
  - Champion d'Estonie en 1994 et 1995
  - Vainqueur de la Coupe d'Estonie en 1995